# Ad-Dali (muhafaza)
Ad-Dali (arab. الضالع) – jest muhafazą w Jemenie ze stolicą w mieście Ad-Dali. Położona w południowo-zachodniej części kraju. Według danych na rok 2017 muhafazę zamieszkiwało 673 000 osób.